# Moselbrücke Schengen

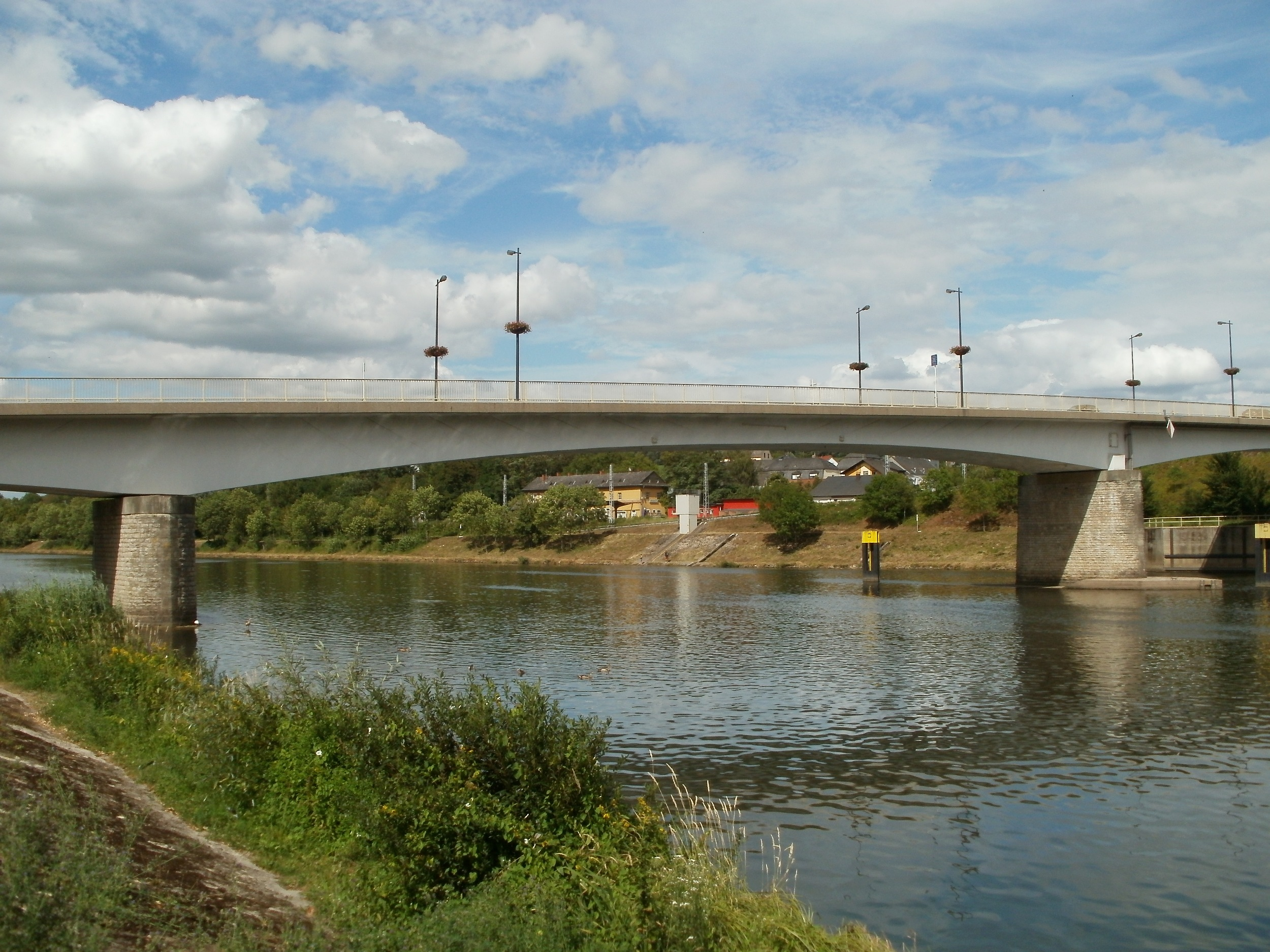
Moselbrücke Schengen

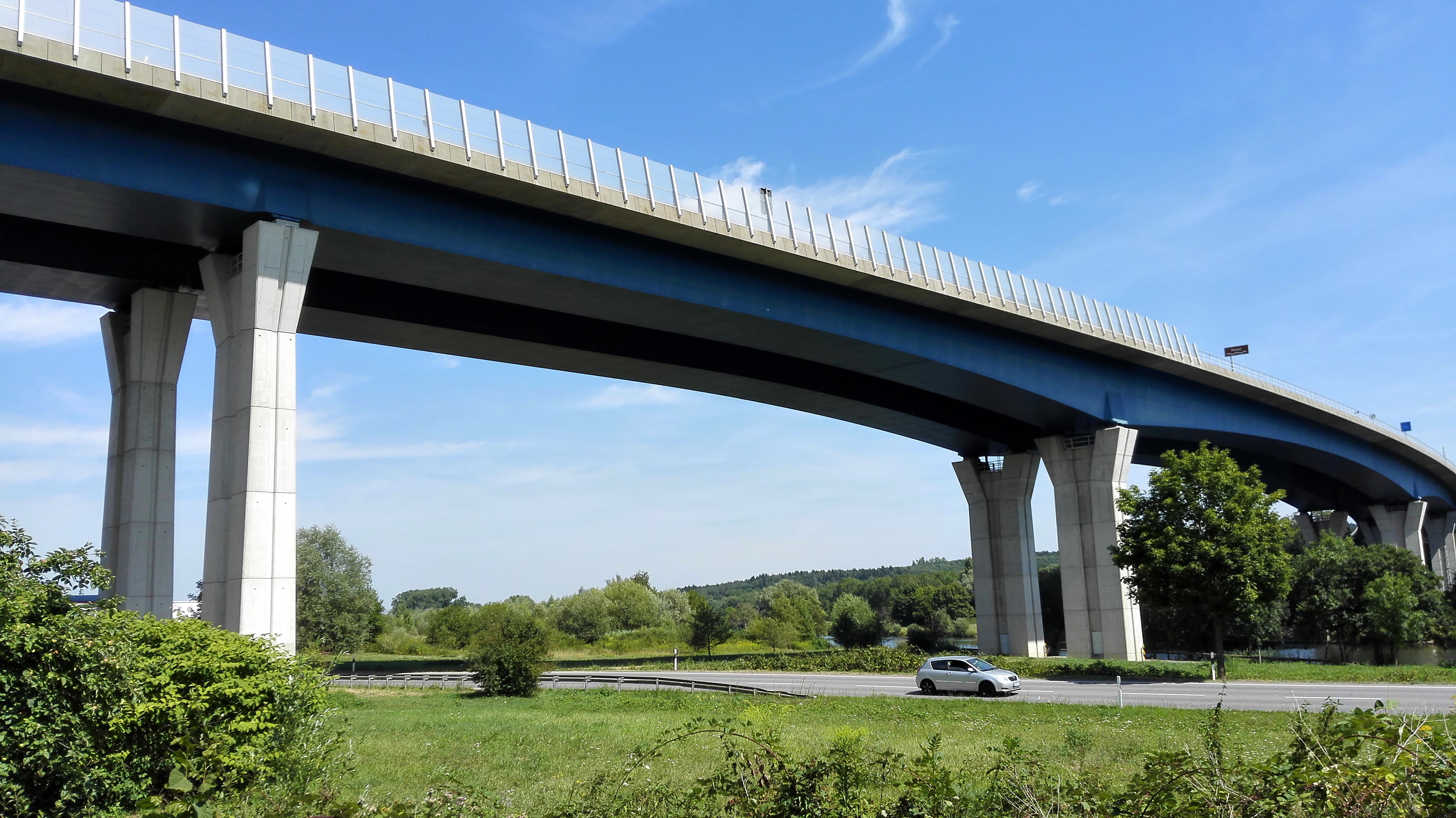
Viadukt von Schengen

Die Moselbrücke Schengen ist eine Straßenbrücke über die Mosel zwischen dem luxemburgischen Schengen im Kanton Remich und dem saarländischen Perl im Landkreis Merzig-Wadern,
sie verbindet die Route nationale 10 mit der deutschen Bundesstraße 407.
Sie liegt im  am Mosel-km 241,96 und 6,63 m über HSW.
Der Viadukt von Schengen, der die Autoroute 13 mit der Bundesautobahn 8 verbindet, liegt moselabwärts am Mosel-km 241,10 und 23,70 m über HSW.
Eine erste Stahlbrücke (Bogenbrücke) mit einer Gesamtlänge von 150 m (Stützweiten 40 m – 70 m – 40 m) von 1908/1909 wurde 1939 zu Beginn des Zweiten Weltkrieges zerstört. Die heutige Spannbetonbrücke (Hohlkastenbrücke) mit einer Länge von 147,5 m (Stützweiten 39,0 m – 69,5 m – 39,0 m) stammt aus dem Jahr 1959.